# Janusz Radziwiłł (1579-1620)
Janusz Radziwiłł, in lituano Jonušas Radvila (Vilnius, 2 luglio 1579 – Czarlin, 3 dicembre 1620), fu szlachta della Confederazione polacco-lituana, podczaszy del Granducato di Lituania dal 1599, castellano di Vilnius dal 1619, starost di Borysów e principe del Sacro Romano Impero.
Figlio di Krzysztof Mikołaj Radziwiłł e di Katarzyna Ostrogska, il 1º ottobre 1600 sposò Zofia Olelkowicz Słucka, la quale morì nel 1612 e venne canonizzata dalla Chiesa ortodossa bielorussa, quale santa Sofia di Slutsk, per la carità di cui aveva dato prova in vita e i miracoli occorsi sulla sua tomba. L'ingente dote di Zofia (sette castelli e palazzi e circa 32 villaggi) contribuì ad aumentare la già cospicua fortuna della famiglia Radziwiłł. Rimasto vedovo, Janusz sposò in seconde nozze Elisabetta Sofia, figlia di Giovanni Giorgio di Brandeburgo, il 27 marzo 1613 a Berlino: da questo matrimonio nacquero quattro figli, Elżbieta Eleonora Radziwiłł, Jan Jerzy Radziwiłł, Zofia Agnieszka Radziwiłł e Bogusław Radziwiłł.
Combatté contro l'Impero svedese in Livonia, ma, insoddisfatto del compenso ricevuto, si unì all'opposizione contro re Sigismondo III Vasa e divenne uno dei capi della ribellione di Zebrzydowski, una konfederacja  che si proponeva di indebolire l'autorità del sovrano.